# ВЕС Беатрис
ВЕС Беатрис (англ. Beatrice Wind Farm) — британська офшорна вітроелектростанція у Північному морі біля узбережжя Шотландії.
Місце для розміщення ВЕС обрали на відстані 13,5 км від узбережжя області Кейтнесс, у затоці Морі-Ферт (саме у неї дренується вода із озера Лох-Несс). Будівельні та підготовчі роботи на суші розпочались у 2016-му, а невдовзі перейшли до спорудження фундаментів майбутніх вітроагрегатів — плавучий кран Stanislav Yudin розпочав пальні роботи в березні 2017-го. У випадку станції Beatrice ухвалили рішення на користь нетипових для британських офшорних ВЕС решітчатих опорних основ («джекетів»), кожна з яких кріпитиметься на чотири палі. Спорудження останніх виконували за допомогою спеціального шаблону (Pile Installation Frame) вагою 650 тон, завантаження якого для відправки провів плавучий кран Matador 3.
Монтаж власне вітрових агрегатів призначений на 2018 рік.
Особливістю станції Beatrice стане спорудження офшорної трансформаторної підстанції із двох виготовлених компанією Siemens модулів, кожен з яких має втричі меншу вагу, ніж звичайна підстанція. Це дозволить відмовитись від залучення плавучого крану великої вантажопідйомності для монтажу трансформаторного обладнання.
Прокладання двох головних експортних кабелів, розрахованих на роботу під напругою 220 кВ, повинне здійснити кабелеукладальне судно Nexans Skagerrak. При цьому для риття траншеї довжиною 4,5 км на мілководній прибережній ділянці законтрактували ківшовий земснаряд Manu Pekka, який раніше вже виконував подібні завдання на кількох інших британських ВЕС. На суходолі кабелі підключать до нової підстанції Blackhillock, а їх загальна довжина з урахуванням наземної ділянки складатиме 260 км.
Станція, повне введення якої в експлуатацію очікується у 2019 році, складатиметься з 84 вітрових турбін компанії Siemens типу SWT-7.0-154 з одиничною потужністю 7 МВт та діаметром ротора 154 метри. Їх розмістять на площі 131 км2 в районі з глибинами моря від 35 до 56 метрів.
Проект, який реалізується шотландською SSE (40 %), Copenhagen Infrastructure Partners (35 %) та китайською Red Rock Power Limited (25 %), має коштувати біля 2,6 млрд фунтів стерлінгів.